# Африко
Африко (итал. Africo) — коммуна в Италии, расположена в области Калабрия, подчиняется административному центру метропольный город Реджо-ди-Калабрия.
Население коммуны, на 01.01.2024 года, составляет 2710 человек, плотность населения — 50,55 чел./км². Коммуна занимает площадь 53,61 км². 
Почтовый индекс — 89030. Телефонный код — 0964.
Покровителем коммуны почитается святой Лев из Африко, отшельник, день его памяти ежегодно отмечается 12 мая.